# Departamento Pellegrini
Pellegrini es uno de los 27 departamentos en los que se divide la provincia de Santiago del Estero (Argentina).

## Ubicación y límites
Se encuentra en el extremo noroeste de la provincia y limita al norte y noroeste con la provincia de Salta, al oeste con la provincia de Tucumán, al sur y sudeste con el Departamento Jiménez, al nordeste con el Departamento Copo y al este con el Departamento Alberdi.
La ley provincial N° 353, que fue sancionada el 11 de noviembre de 1911, dividió el territorio de la provincia en departamentos, estableciendo los siguientes límites para el Departamento Pellegrini:

Consiste del actual Departamento Copo segundo y la parte de Copo primero al occidente del Río Salado y Norte de Villa Nueva (sobre la margen derecha del Río Salado).
 Tiene por límites: al Norte y Noroeste la Provincia de Salta; al Este el Río Salado; el Sud el Departamento Jiménez y al Oeste la Provincia de Tucumán.
 La Capital de este Departamento es Quebracho Coto.

## Distritos
La ley provincial N° 260, que fue sancionada el 19 de agosto de 1910, dividió el territorio del departamento en dos secciones, cada una dividida entre los siguientes distritos:
Primera Sección
- Copo
- Remate
- Lajas

Segunda Sección
- Mesada
- San Agustín
- Chañar Pozo
- Candelaria
- Boquerón
- Churqui

## Localidades que no son municipios
- Las Delicias
- Pozo Betbeder
- Quebracho Coto
- Villa Nueva
- El Saladillo
- Rapelli
- Ahí Veremos
- El Remate
- La Fragua
- San Ramón
- Santo Domingo

## Sismos de Santiago del Estero
El 1 de enero de 2011 (14 años), 21 de febrero y el 2 de septiembre de 2011, varias extensas áreas fueron epicentro de sismos de 7,0; 5,9; y 6,9 grados en la escala de Richter, aunque sin causar daños ni víctimas, pues se registraron a profundidades de 600 km; y los movimientos telúricos llegaron a sacudir edificios altos en varias provincias, incluyendo la ciudad de Buenos Aires.

### Sismicidad
La sismicidad del área de Santiago del Estero es frecuente y de intensidad baja, y un silencio sísmico de terremotos medios a graves cada 40 años.
El 4 de julio de 1817 (207 años), sismo de 1817 de 7,0 Richter, con máximos daños reportados al centro y norte de la provincia, donde se desplomaron casas y se produjo agrietamiento del suelo, los temblores duraron alrededor de una semana. Se estimó una intensidad de VIII grados Mercalli. Hubo licuefacción con grandes cantidades de arena en las fisuras de hasta 1 m de ancho y más de 2 m de profundidad. En algunas de las casas sobre esas fisuras, el terreno quedó cubierto de más de 1 dm de arena.
Aunque la actividad geológica ocurre desde épocas prehistóricas, el sismo del 20 de marzo de 1861 (163 años) señaló un hito importante dentro de la historia de eventos sísmicos argentinos ya que fue el más fuerte registrado y documentado en el país. A partir del mismo la política de los sucesivos gobiernos provinciales y municipales han ido extremando cuidados y restringiendo los códigos de construcción. Pero solo con el terremoto de San Juan del 15 de enero de 1944 (81 años) los Estados provinciales tomaron real estado de la gravedad sísmica de la región.